# 坎普 (阿肯色州)
坎普（英語：Camp）是位於美國阿肯色州富爾頓縣的一個非建制地區。該地的面積和人口皆未知。

## 地理
坎普的座標為36°24′51″N 91°44′06″W / 36.41417°N 91.73500°W，而該地的平均海拔高度為190米（即623英尺）。